# Foxtrot (album de Nanase Aikawa)
Cet article concerne l'album de Nanase Aikawa. Pour l'album de Genesis, voir Foxtrot.
Pour les articles homonymes, voir Foxtrot.
Albums de Nanase Aikawa
Crimson
(1998) Purana
(2001)
Singles
Foxtrot est le 4e album de Nanase Aikawa, sorti sous le label Avex Trax le 16 février 2000 au Japon. Il atteint la 3e place du classement de l'Oricon, et reste classé pendant 6 semaines, pour un total de 227 380 exemplaires vendus pendant cette période.

## Liste des titres
| 1.  | Second Wind                                      | 5:19 |
| 2.  | Bitch                                            | 4:27 |
| 3.  | Heat of the night                                | 4:47 |
| 4.  | China Rose                                       | 4:59 |
| 5.  | Thank U                                          | 5:48 |
| 6.  | "7"                                              | 1:40 |
| 7.  | Cosmic Love                                      | 5:26 |
| 8.  | Giniro no Fune (銀色の舟)                        | 5:50 |
| 9.  | -Gozen Niji no Koibito- (－午前２時の恋人－)     | 4:13 |
| 10. | Sekai wa kono Te no Naka ni (世界はこの手の中に) | 5:19 |
| 11. | Crying                                           | 5:20 |
| 12. | Jealousy                                         | 4:59 |
| 13. | Hanabira ga Owaru Koro (花火が終わる頃)          | 4:40 |

| 1. | Sweet Emotion | 5:32 |
| 2. | China Rose    | 3:45 |
| 3. | BUB           | 4:10 |